# Roman Bürki
Pour les articles homonymes, voir Burki.
Roman Bürki, né le 14 novembre 1990 à Münsingen en Suisse, est un footballeur international suisse. Il joue au poste de gardien de but à St. Louis City en MLS. Il a un jeune frère, Marco Bürki, également footballeur professionnel.
Avec la sélection suisse, il participe à la Coupe du monde 2014 et 2018, ainsi qu'à l'Euro 2016.

## Biographie

### En club

#### Débuts professionnels en Suisse (2008-2014)
Bürki commence sa carrière au sein de plusieurs clubs helvétiques à la suite de prêts successifs de son club formateur, les Young Boys.
Il se révèle réellement au sein du club des Grasshoppers et y est transféré définitivement en février 2013. Le gardien suisse signe un contrat d'une durée de trois ans qui le lie donc au club zurichois jusqu'en juin 2016.

#### SC Fribourg (2014-2015)
À l'issue de la saison 2013-2014, Bürki annonce son transfert en Bundesliga au sein du club du SC Freibourg.
Durant la préparation de pré-saison, Bürki gagne sa place de titulaire au détriment de Sebastian Mielitz et est annoncé officiellement comme numéro 1,.
Bürki réussit ses débuts dans le championnat allemand. En effet, il est présent dans l'équipe type de la 6e journée de Bundesliga. Mais il est surtout présent dans le top 11 européen à la suite du match opposant le SC Freiburg au Bayer Leverkusen. Ainsi, Le gardien suisse se retrouve dans l'équipe type au côté de plusieurs stars mondiales comme Lionel Messi ou Neymar.

#### Borussia Dortmund (2015-2022)
Malgré d'excellentes prestations, il ne peut éviter la relégation du SC Fribourg et décide de rejoindre le club allemand Borussia Dortmund. Il signe le 14 juin 2015 pour une durée de quatre ans,.
Il joue son premier match pour Dortmund le 30 juillet 2015, lors d'une rencontre qualificative pour la Ligue Europa 2015-2016 face au Wolfsberger AC. Il est titulaire et son équipe l'emporte par un but à zéro.
Lors de la saison 2017-2018 il devient le premier gardien à garder ses cages inviolées sur les cinq premiers matchs de Bundesliga de la saison.
Lors de l'été 2021, le Borussia Dortmund recrute Gregor Kobel au poste de gardien de but, que le nouvel entraîneur Marco Rose choisit pour être le titulaire dans les buts des jaunes et noirs.

#### St. Louis City (depuis 2022)
Le 16 mars 2022, il est annoncé qu'il quittera le Borussia Dortmund pour rejoindre la franchise d'expansion de la Major League Soccer du St. Louis City SC au terme de la saison de Bundesliga,. Il y a signé un contrat de trois ans soit allant jusqu'à fin 2025.
Le 20 février 2023, l'entraîneur décide de le nommer comme le premier capitaine de l'histoire du club, cette nouvelle a été relayée par le club, le vice-capitaine à ses côtés étant Tim Parker. Quelques jours plus tard, peu avant le match d'ouverture, il donne une entrevue au Blick à propos de sa nouvelle vie aux États-Unis mais aussi sur d'autres sujets.
Le 25 février 2023, il fait ses débuts en Major League Soccer contre l'Austin FC. C'est également la première victoire en MLS de l'histoire du club,. Saint-Louis est seulement la deuxième franchise de l’histoire de la ligue à remporter ses trois premiers matchs, rejoignant les Sounders de Seattle.
En mars 2025, il se blesse à la main lors d'un entraînement, on lui diagnostique une fracture de la main.

### En équipe nationale

#### Avec les équipes de Suisse de jeunes
Bürki est présent dans les différentes catégories des jeunes suisses.
Bürki joue son premier match avec l'équipe de Suisse espoirs le 10 août 2011 contre l'Italie. Il est titularisé et les deux équipes se neutralisent (1-1 score final).

#### Avec laNati
À la suite de la blessure de Marco Wölfli, Bürki est convoqué comme troisième gardien de la Nati pour la Coupe du monde 2014 au Brésil.
À la suite de la retraite du gardien numéro 1 de la Nati - Diego Benaglio - en août 2014, Bürki est nommé comme deuxième gardien derrière Yann Sommer.
Bürki joue pour la première fois en tant que titulaire le 18 novembre 2014 lors d'un match amical face à la Pologne (score final : 2-2). Le joueur helvétique se montre à son avantage durant le match en étant l'auteur de plusieurs parades décisives, notamment en 1re mi-temps.
En sélection, Bürki est notamment barré par Yann Sommer, qui s'est imposé comme un titulaire indéboulonnable dans les buts de la nati.
En janvier 2019, Bürki décide de mettre de côté la sélection suisse pour se concentrer sur son club,.

## Statistiques
| Saison                | Club                           | Championnat           | Championnat | Championnat | Coupe(s) nationale(s) | Coupe(s) nationale(s) | Supercoupe | Supercoupe | Compétition(s) continentale(s) | Compétition(s) continentale(s) | Compétition(s) continentale(s) | Suisse | Suisse | Total | Total |
| Saison                | Club                           | Division              | M.          | B.          | M.                    | B.                    | M.         | B.         | Comp.                          | M.                             | B.                             | M.     | B.     | M.    | B.    |
| 2009-2010             | FC Thoune (prêt)               | Challenge League      | 4           | 0           | 2                     | 0                     | -          | -          | -                              | -                              | -                              | -      | -      | 6     | 0     |
| 2009-2010             | FC Schaffhouse (prêt)          | Challenge League      | 9           | 0           | -                     | -                     | -          | -          | -                              | -                              | -                              | -      | -      | 9     | 0     |
| 2010-2011             | BSC Young Boys                 | Super League          | 2           | 0           | 2                     | 0                     | -          | -          | C1+C3                          | 1+1                            | 0                              | -      | -      | 6     | 0     |
| 2010-2011             | Grasshopper Club Zurich (prêt) | Super League          | 11          | 0           | -                     | -                     | -          | -          | -                              | -                              | -                              | -      | -      | 11    | 0     |
| 2011-2012             | Grasshopper Club Zurich (prêt) | Super League          | 31          | 0           | -                     | -                     | -          | -          | -                              | -                              | -                              | -      | -      | 31    | 0     |
| 2012-2013             | Grasshopper Club Zurich (prêt) | Super League          | 34          | 0           | 4                     | 0                     | -          | -          | -                              | -                              | -                              | -      | -      | 38    | 0     |
| 2013-2014             | Grasshopper Club Zurich        | Super League          | 34          | 0           | 4                     | 0                     | -          | -          | C1+C3                          | 2+2                            | 0                              | -      | -      | 42    | 0     |
| Sous-total            | Sous-total                     | Sous-total            | 110         | 0           | 8                     | 0                     | -          | -          | -                              | 4                              | 0                              | -      | -      | 122   | 0     |
| 2014-2015             | SC Fribourg                    | Bundesliga            | 34          | 0           | 2                     | 0                     | -          | -          | -                              | -                              | -                              | 2      | 0      | 38    | 0     |
| 2015-2016             | Borussia Dortmund              | Bundesliga            | 33          | 0           | 6                     | 0                     | -          | -          | C3                             | 3                              | 0                              | 3      | 0      | 45    | 0     |
| 2016-2017             | Borussia Dortmund              | Bundesliga            | 27          | 0           | 4                     | 0                     | 1          | 0          | C1                             | 8                              | 0                              | 2      | 0      | 42    | 0     |
| 2017-2018             | Borussia Dortmund              | Bundesliga            | 33          | 0           | 3                     | 0                     | 1          | 0          | C1+C3                          | 6+4                            | 0                              | 2      | 0      | 49    | 0     |
| 2018-2019             | Borussia Dortmund              | Bundesliga            | 32          | 0           | 1                     | 0                     | -          | -          | C1                             | 7                              | 0                              | -      | -      | 40    | 0     |
| 2019-2020             | Borussia Dortmund              | Bundesliga            | 31          | 0           | 0                     | 0                     | -          | -          | C1                             | 8                              | 0                              | -      | -      | 39    | 0     |
| 2020-2021             | Borussia Dortmund              | Bundesliga            | 19          | 0           | 1                     | 0                     | -          | -          | C1                             | 4                              | 0                              | -      | -      | 24    | 0     |
| 2021-2022             | Borussia Dortmund              | Bundesliga            | 1           | 0           | 0                     | 0                     | -          | -          | C1+C3                          | 0                              | 0                              | -      | -      | 1     | 0     |
| Sous-total            | Sous-total                     | Sous-total            | 176         | 0           | 15                    | 0                     | 2          | 0          | -                              | 40                             | 0                              | 7      | 0      | 240   | 0     |
| 2022                  | St. Louis City 2               | MLSNP                 | 4           | 0           | -                     | -                     | -          | -          | -                              | -                              | -                              | -      | -      | 4     | 0     |
| 2023                  | St. Louis City                 | MLS                   | 8           | 0           | 0                     | 0                     | -          | -          | LCup                           | 0                              | 0                              | -      | -      | 8     | 0     |
| Total sur la carrière | Total sur la carrière          | Total sur la carrière | 347         | 0           | 29                    | 0                     | 2          | 0          | -                              | 46                             | 0                              | 9      | 0      | 433   | 0     |

## Palmarès

### En club
FC Thoune
- Champion de Challenge League en 2010

 Grasshopper Zurich
- Vainqueur de la Coupe de Suisse en 2013
- Vice-champion de Super League en 2013 et 2014

 Borussia Dortmund
- Vainqueur de la Coupe d'Allemagne en 2017 et 2021
- Vice-champion de Bundesliga en 2016, 2019 et 2020
- Finaliste de la Coupe d'Allemagne en 2016
- Finaliste de la Supercoupe d'Allemagne en 2016 et  2017

## Distinctions
- 2023 : Trophée du gardien de but de l'année de la Major League Soccer[32]